# 那阳镇
那阳镇，是中华人民共和国广西壮族自治区南宁市横州市下辖的一个乡镇级行政单位。

## 行政区划
那阳镇下辖以下地区：
那市社区、那阳村、上茶村、岭鹩村、湴塘村、东安村、周杨村、大六村、莫大村、大联村、政华村、勒竹村、维新村、平联村、三合村和宝华村。